# Seven Kingdoms
Seven Kingdoms (Chino simplificado: 七王国, Chino tradicional: 七王國; pinyin: Qī Wáng Gu) es un videojuego de estrategia en tiempo real desarrollado por Trevor Chan, de Enlight Software. El juego permite a los jugadores competir contra hasta otros seis reinos permitiendo a los jugadores conquistar a los opositores al vencerles en la guerra (con tropas o máquinas), capturando sus edificios con espías, o la oferta de dinero a los opositores para su reino. La serie Seven Kingdoms pasó a incluir una secuela, Seven Kingdoms II: The Fryhtan Wars. En 2008, Enlight lanzó un título más en la serie llamado Seven Kingdoms: Conquest.

## Jugabilidad
Seven Kingdoms hizo salidas a partir del modelo tradicional estrategia en tiempo real de "recolectar recursos, construir una base y ejército, y el ataque" establecido por otros juegos de estrategia en tiempo real. El modelo económico se asemeja más a una vuelta juego de estrategia que a la tradicional "acumulación de los trabajadores, y la cosecha de recursos" del sistema en juegos como Command & Conquer, Starcraft y Age of Empires.
El juego cuenta con un sistema de espionaje que permite a los jugadores para entrenar a espías y controlar de forma individual, que cada uno tiene una habilidad de espionaje, que aumenta con el tiempo. El jugador es responsable de la captura de espías potenciales en su propio reino. Hoteles construidos dentro del juego permitirá a los jugadores a contratar a mercenarios de diversas ocupaciones, niveles de habilidad y carreras. Espías calificados de razas enemigas son esenciales para un programa de espionaje bien realizados, y el jugador puede reforzar a las fuerzas de su apropiación de un combatiente experto o dar las propias fábricas, minas y torres de la ciencia, el impulso de la contratación de un profesional altamente cualificado . Por ejemplo, tener una mano de obra general persa puede capturar y mantener un pueblo persa mucho más fácil.
El sistema de la diplomacia en el juego es similar a un juego basado en turnos que permite a los jugadores a ofrecer propuestas a la otra parte en la que son capaces de elegir entre aceptar o rechazar. Cada reino tiene una reputación y una sufre una penalización por declarar la guerra a un reino con una alta reputación - hacer que la gente de un jugador es más probable que los rebeldes y más susceptibles al soborno. Las acciones diplomáticas son hacer la guerra, proponiendo una alianza o tratado de amistad, la compra de alimentos, el intercambio de tecnologías, ofreciendo homenaje / ayuda, y el establecimiento de acuerdos comerciales. Un sistema de clasificación permite a todos los jugadores para medir la fuerza relativa militar y económica de sus aliados y enemigos, hacer alianzas en contra de los jugadores más fuertes una opción natural.

### Culturas
El juego permite a los jugadores elegir siete culturas diferentes a la orden. Los jugadores pueden elegir entre los japoneses, chinos, mayas, los persas, los vikingos, los griegos, y los normandos. Cada cultura tiene sus propias armas y estilos de lucha. Cada cultura también puede convocar su propio "ser superior", cada uno con diferentes poderes.
Los Fryhtans son bestias ficticias que acumulan tesoros y mantienen "pergaminos del poder", los objetos que le permiten atraer seres mayores. Ellos son muy poderosas, y han sido conocidos por atacar a la ofensiva reinos.
Interactiv Magic posteriormente liberó un parche gratuito que añade tres nuevas culturas, los egipcios, los mogoles y los zulúes, y una máquina de guerra, llamado "unicornio". El juego fue relanzado el 8 de junio de 1998, bajo el nombre de Seven Kingdoms: Ancient Adeversaries, con este parche incluido.

## Código fuente libre
En agosto de 2009, Enlight lanzó el código fuente bajo los términos de GPL y ha proporcionado un sitio web en www.7kfans.com para la comunidad. En 2010, el juego fue portado a Simple DirectMedia Layer el cual permite correrlo en cualquier sistema operativo como Linux.